# Buena Vista, Tlatlauquitepec
Buena Vista är en ort i Mexiko.   Den ligger i kommunen Tlatlauquitepec och delstaten Puebla, i den sydöstra delen av landet, 180 km öster om huvudstaden Mexico City. Buena Vista ligger 1 660 meter över havet och antalet invånare är 534.
Terrängen runt Buena Vista är huvudsakligen kuperad, men åt nordväst är den bergig. Runt Buena Vista är det ganska tätbefolkat, med 199 invånare per kvadratkilometer. Närmaste större samhälle är Teziutlan, 15,4 km sydost om Buena Vista. I omgivningarna runt Buena Vista växer huvudsakligen savannskog.